# Дунайське
Дуна́йське — село Саф'янівської сільської громади, в Ізмаїльському районі Одеської області України. Населення становить 334 особи.

## Географія
Розташоване за 3 км від с. Стара Некрасівка на березі Кривого озера за 1 км. на схід від Ізмаїла. Назва села пов'язана з річкою Дунай, Кілійське гирло якої огинає село з трьох боків. Планування включає одну центральну вулицю, що перетинає все село та сім вулиць, що утворюють цілісні квартали. Згодом прибудовано дві вулиці з боку Старої Некрасівки.

## Історія

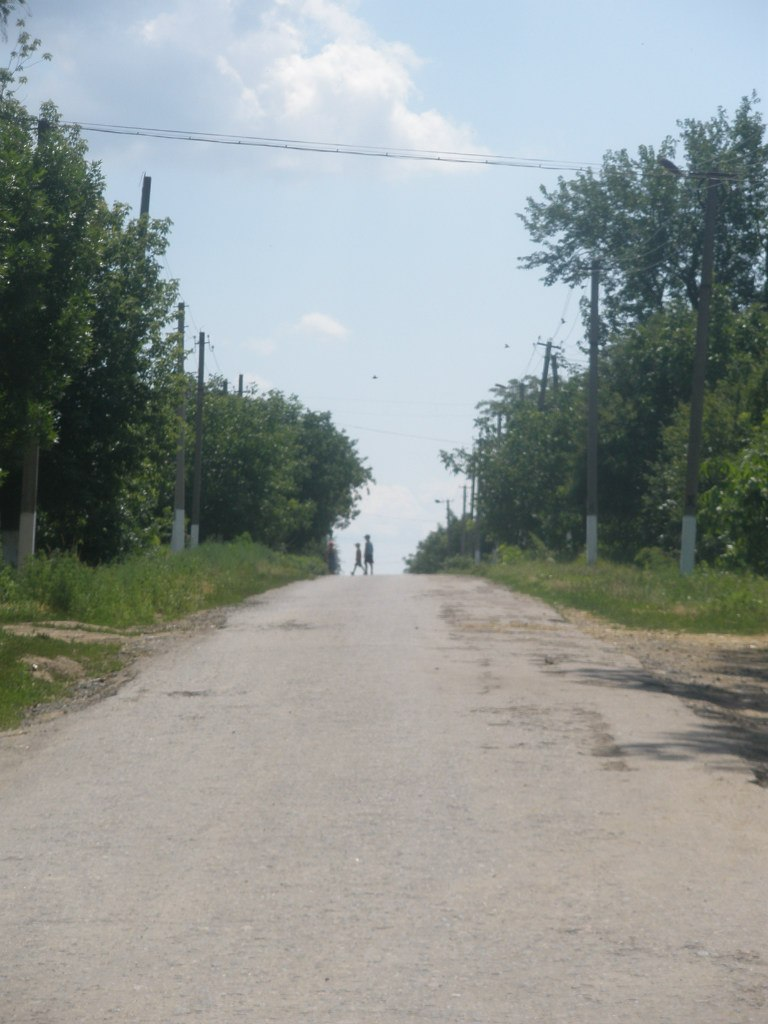
Центральна вулиця села

У 1946 році, у зв'язку з активним розвитком промисловості Ізмаїла, було засновано населений пункт на землях Старонекрасівської сільради.
12 червня 2020 року, відповідно до Розпорядження Кабінету Міністрів України від № 724-р «Про визначення адміністративних центрів та затвердження територій територіальних громад Одеської області», увійшло до складу Саф'янівської сільської територіальної громади.
19 липня 2020 року, в результаті адміністративно-територіальної реформи і ліквідації Ізмаїльського (1940  – 2020) району, село увійшло до складу новоутвореного Ізмаїльського району.

## Населення
Згідно з переписом 1989 року населення села становило 517 осіб, з яких 255 чоловіків та 262 жінки.
За переписом населення 2001 року в селі мешкали 333 особи.

### Мова
Розподіл населення за рідною мовою за даними перепису 2001 року:
| Мова       | Відсоток |
| ---------- | -------- |
| російська  | 86,83 %  |
| українська | 8,38 %   |
| румунська  | 2,1 %    |
| болгарська | 1,5 %    |
| циганська  | 0,6 %    |
| гагаузька  | 0,3 %    |

## Культура

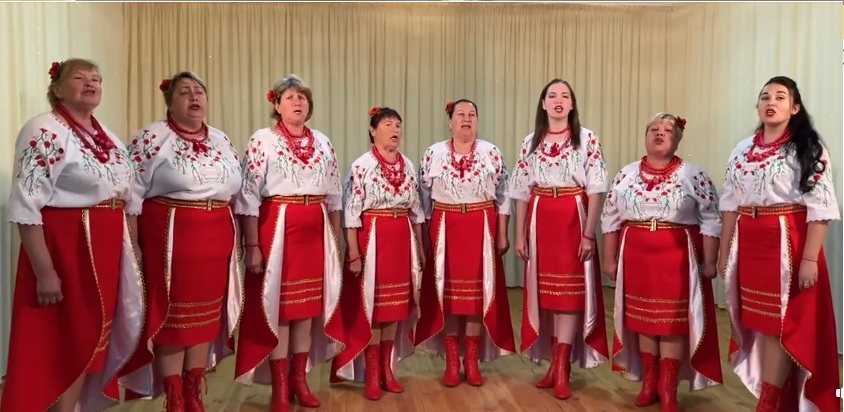
Вокальний ансамбль "Дунайські голоси"

15 грудня 2013 року у селі Дунайському урочисто відкрито сільський клуб. Приміщення – колишню сільську контору, подарувала сільській громаді «Агрокомпанія „Свобода“» (село Стара Некрасівка). У клубі існує гурток народної творчості, танцювальний гурток, вокальний ансамбль «Дунайські голоси». Ансамбль За роки існування ансамбль став учасником більшості культурних заходів обласного центру національних культур, усіх культурних заходів рідного села. На території села мешканцями збудовано дитячий та спортивний майданчики.
На території знаходиться храм ікони Божої Матері «Неопалима Купина».